# Kelly Slater’s Pro Surfer
Kelly Slater’s Pro Surfer – gra stworzona przez firmę Neversoft i wydana przez Activision w 2002 na GameCube, PlayStation 2 i Xbox, i Game Boy Advance oraz w 2003 dla Microsoft Windows i Apple Macintosh. Gra ma system wykonywania trików podobny do gier z serii Tony Hawk’s Pro Skater.